# Поручик Ржевський
Поручик Дмитро Ржевський — популярний в СРСР літературний, кінематографічний, театральний і гумористичний вигаданий персонаж, герой анекдотів та каламбурів. Дворянин, «племінник бригадира Ржевського», вроджений сексист.

## Опис
Спочатку — герой п'єси в 2 частинах Олександра Гладкова «Давним-давно» (1940), пізніше набув широкої популярності завдяки комедії Ельдара Рязанова «Гусарська балада» (1962), знятої за п'єсою Гладкова. У фільмі Рязанова поручика грав Юрій Яковлєв.
Також є героєм циклу анекдотів, зазвичай фривольних — на сексуальну, алкогольну та каламбурну тематику; збірний образ гусара з вульгарними манерами в суто чоловічому аристократичному середовищі.
Як фольклорний герой має прямий, але не простацький характер, гострий розум та гострий язик, з особами чоловічої статі звичайно запанібрата, з молодими жінками — ненавмисно вульгарно прямий і це жінкам звичайно подобається.
Не має чіткої біографії, але за приналежністю до гусар (гусарські полки в Російській імперії розташовувались переважно на території сучасної України і формувались з колишніх козаків) та уніформою Маріупольського гусарського полку має безпосередній стосунок до українців або литовців (білорусів).
Прізвище поручника також вказує на його можливу приналежність до роду Ржевських, але Ржевські були княжим, а не дворянським родом.

## Образ в культурі
- Гурти:
  - Поручик Ржевський (2004—2021)
- Фільми:
  - «Гусарська балада»
  - «Ржевський проти Наполеона»
- Пам'ятники:
  - Пам'ятник поручику Ржевському (Павлоград)